# Якубовиці (Опольський повіт)
Якубовиці (пол. Jakubowice, нім. Jakobsdorf) — село в Польщі, у гміні Немодлін Опольського повіту Опольського воєводства.
Населення — 150 осіб (2011).
У 1975-1998 роках село належало до Опольського воєводства.

## Демографія
Демографічна структура станом на 31 березня 2011 року:
|          | Загалом | Допрацездатний вік | Працездатний вік | Постпрацездатний вік |
| -------- | ------- | ------------------ | ---------------- | -------------------- |
| Чоловіки | 70      | 12                 | 49               | 9                    |
| Жінки    | 80      | 27                 | 39               | 14                   |
| Разом    | 150     | 39                 | 88               | 23                   |